# Gajuri
Gajuri (nep. गजुरी – gaun wikas samiti w środkowej części Nepalu w strefie Bagmati w dystrykcie Dhading. Według nepalskiego spisu powszechnego z 2001 roku liczył on 1601 gospodarstw domowych i 8366 mieszkańców (4135 kobiet i 4231 mężczyzn).